# Liste der Bodendenkmale in Gerswalde
In der Liste der Bodendenkmale in Gerswalde sind alle Bodendenkmale der brandenburgischen Gemeinde Gerswalde und ihrer Ortsteile aufgelistet. Grundlage ist die Veröffentlichung der Landesdenkmalliste mit dem Stand vom 31. Dezember 2020.
Die Baudenkmale sind in der Liste der Baudenkmale in Gerswalde aufgeführt.

## Bodendenkmale
| Gemarkung               | Flur     | Kurzansprache                                                                     | Bodendenkmalnummer | Bemerkung | Bild |
| ----------------------- | -------- | --------------------------------------------------------------------------------- | ------------------ | --------- | ---- |
| Buchholz (Lage)         | 2        | Hügelgräberfeld Bronzezeit                                                        | 140032             |           |      |
| Gerswalde (Lage)        | 13       | Burg deutsches Mittelalter, Burg Neuzeit                                          | 140899             |           |      |
| Gerswalde (Lage)        | 13, 2, 4 | Altstadt deutsches Mittelalter, Mühle Neuzeit, Friedhof Neuzeit, Altstadt Neuzeit | 140958             |           |      |
| Groß Fredenwalde (Lage) | 12       | Burgwall slawisches Mittelalter, Turmhügel deutsches Mittelalter                  | 140900             |           |      |
| Groß Fredenwalde (Lage) | 12, 8    | Altstadt Neuzeit, Altstadt deutsches Mittelalter                                  | 141003             |           |      |